# 下沼站
下沼站（日语：／ Shimonuma eki */?）是位於北海道天鹽郡幌延町下沼的北海道旅客鐵道（JR北海道）宗谷本線的無人站，車站編碼為W73。電報略號為モマ。

## 站名由來
車站名稱來自阿伊努語「pan-ke-to」，意思為「下方的湖」。

## 車站構造
- 設有一個側式月台及一條乘車線的地面車站
- 由車長車廂改建的候車室，沒有設有洗手間。
- 自2008年起，候車室的外牆情況不斷惡化。而候車室內部有不少由當地居民佈置的裝飾。
- 無人站，亦是秘境車站。附近主要是防止環境惡化的森林。

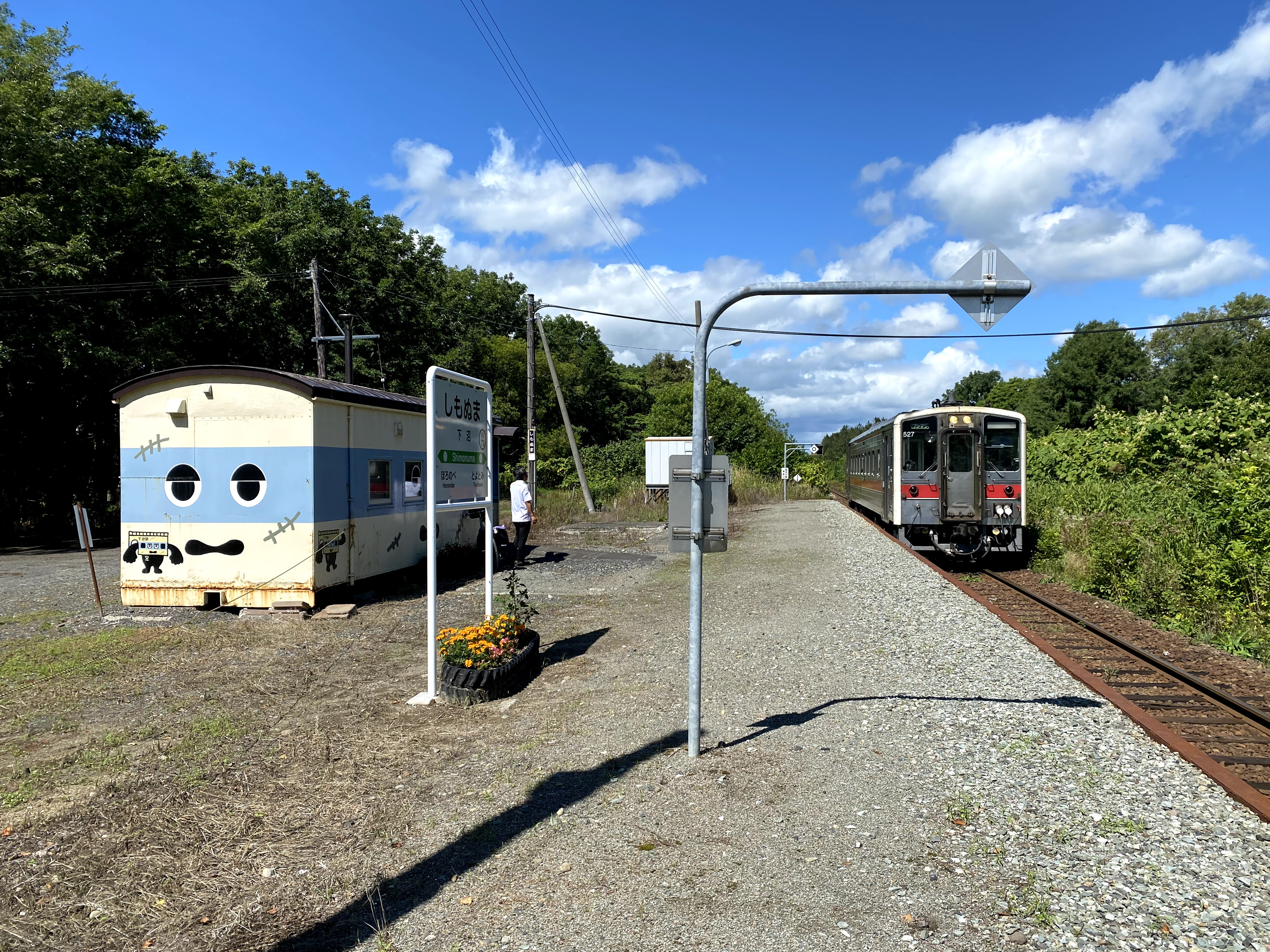
月台

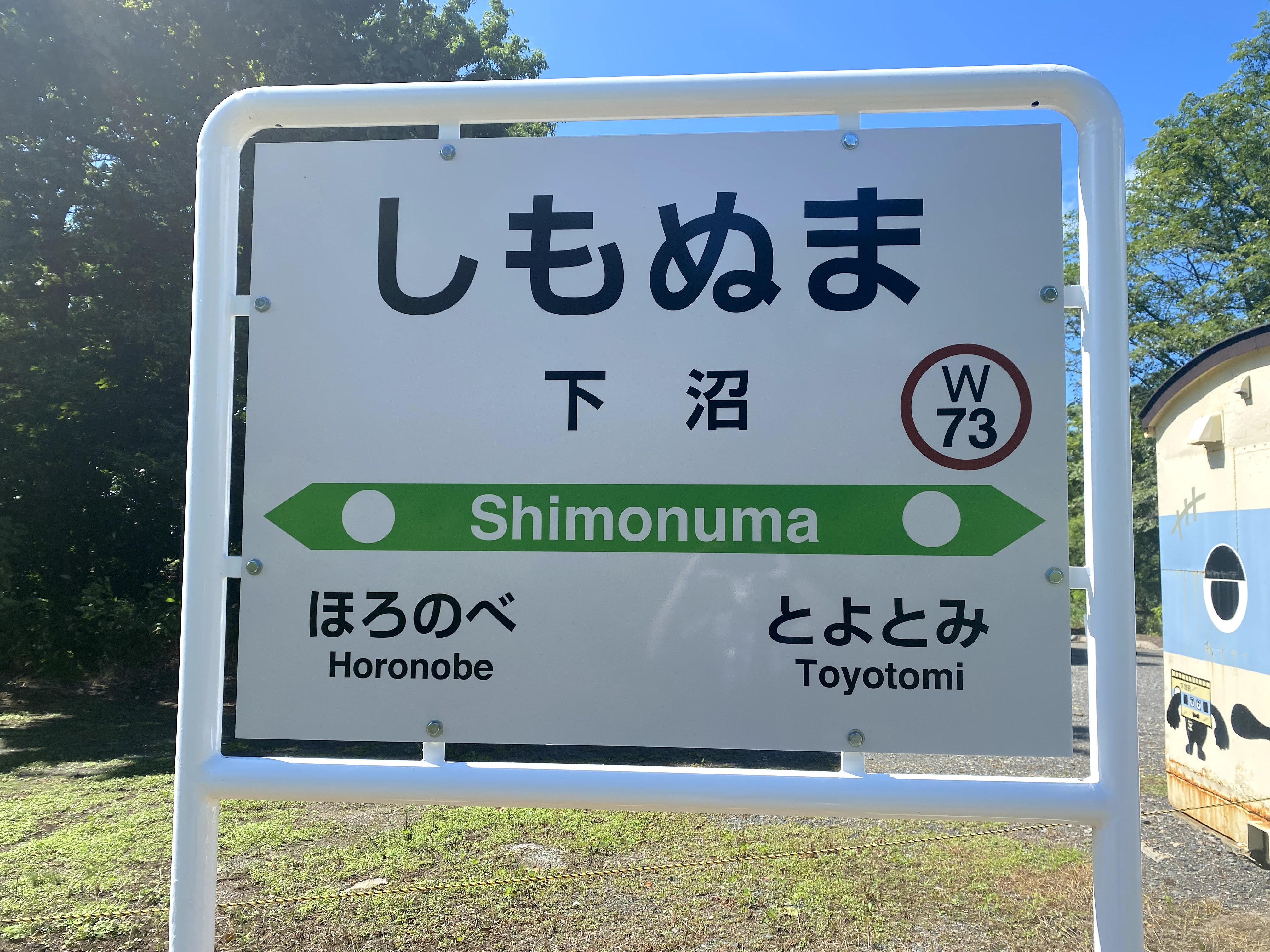
站牌

## 歷史
- 1926年9月25日：日本國有鐵道天鹽線下沼站啟用。一般車站。
- 1977年5月25日：停止貨物裝卸。
- 1984年：

- 2月1日：廢止行李處理。
- 11月10日：導入CTC的同時成為無人站。

- 1985年～1986年：改以用車廂作為站房。
- 1987年4月1日：正式民營化並進行分割，下沼站劃歸由JR北海道繼承。

## 車站周邊
- 國道40號
- 佐呂別原野（日语：サロベツ原野） - 位於車站以西約1.5公里。
- 下沼泉 - 由車站步行約2分鐘，由當地居民管理。
- 名山台展望公園 - 位於車站以北0.5公里。
  - 可在這裡遠眺利尻岳、日本海的風景。由站步行約10分鐘。
- 龐克池塘 - 位於車站以西約2公里。

## 相鄰車站
北海道旅客鐵道（JR北海道）
■宗谷本線
幌延（W72）－下沼（W73）－豐富（W74）

## 外部連結
- （日語）JR北海道 – 下沼站（页面存档备份，存于）
- （日語）全驛參觀之旅（页面存档备份，存于）

{{commonscat||